# Aluminocopiapita
La aluminocopiapita es un mineral, sulfato hidratado de hierro, y aluminio, con hidroxilos. Fue descrita como una nueva especie a partir de ejemplares obtenidos en dos localidades, Mosquito Fork, Forty Mile River, Fairbanks, Alaska (USA) y distrito minero de las montañas Temple, condado de Emery County, Utah (USA). El nombre hace referencia a su relación con la copiapita, de la que se diferencia por la presencia de aluminio substituyendo a iones férricos.

## Propiedades físicas y químicas
La aluminocopiapita aparece como agregados microcristalinos, de aspecto laminar, en agregados en forma de esferillas y también terroso, de color amarillo. Puede contener pequeñas cantidades de otros elementos, además de los de la fórmula, como calcio, sodio y especialmente magnesio. Algunos ejemplares de Forty Mile River son especialmente ricos en este último elemento, hasta el punto de considerarse una variedad magnesiana.

## Yacimientos
La aluminocopiapita se forma habitualmente como mineral secunadario, por alteración de la pirita y marcasita presente en carbones y pizarras carbonosas. También se puede encontrar en fumarolas volcánicas. Es un mineral descrito en alrededor de 50 localidades, pero probablemente se encuentra en muchas más, mezclado con otros sulfatos de alteración. En la mina Alcaparrosa, en Sierra Gorda, Antofagasta (Chile) se ha encontrado como agregados de cristales laminares de color anaranjado, asociada a otro sulfato, la alcaparrosaíta. En España se ha encontrado en la mina Casualidad, en Baños de Sierra Alhamilla, Pechina (Almería), en la cantera del Turó de Moncada, Moncada y Reixach (Barcelona) y, asociada a yeso y a coquimbita en la balsa del Alí, en Utrillas (Teruel).